# WinChip
WinChip var en processor (Central Procesing Unit), fremstillet af IDT i Santa Clara i Californien. CPU'ens arkitekt var Glenn Henry, tidligere IBM. CPU'en var en opgaderingsprocessor, der kørte på 3,5 Volt single voltage som de første Pentium I-processorer. Den sidste i rækken blev en WinChip 300, der kørte med en hastighed på 250 mHz, men angiveligt ydede det samme som en Pentium II 300. IDT blev i august 2000 opkøbt af VIA Technologies, Taiwan, og CPU'en smeltede sammen med VIA's egne processorer under navne som bl.a. Eden. Ydelsen er forholdsvis lav, men fordelen er, at flere modeller kan køre uden blæser på køleren.